# ヨケベド

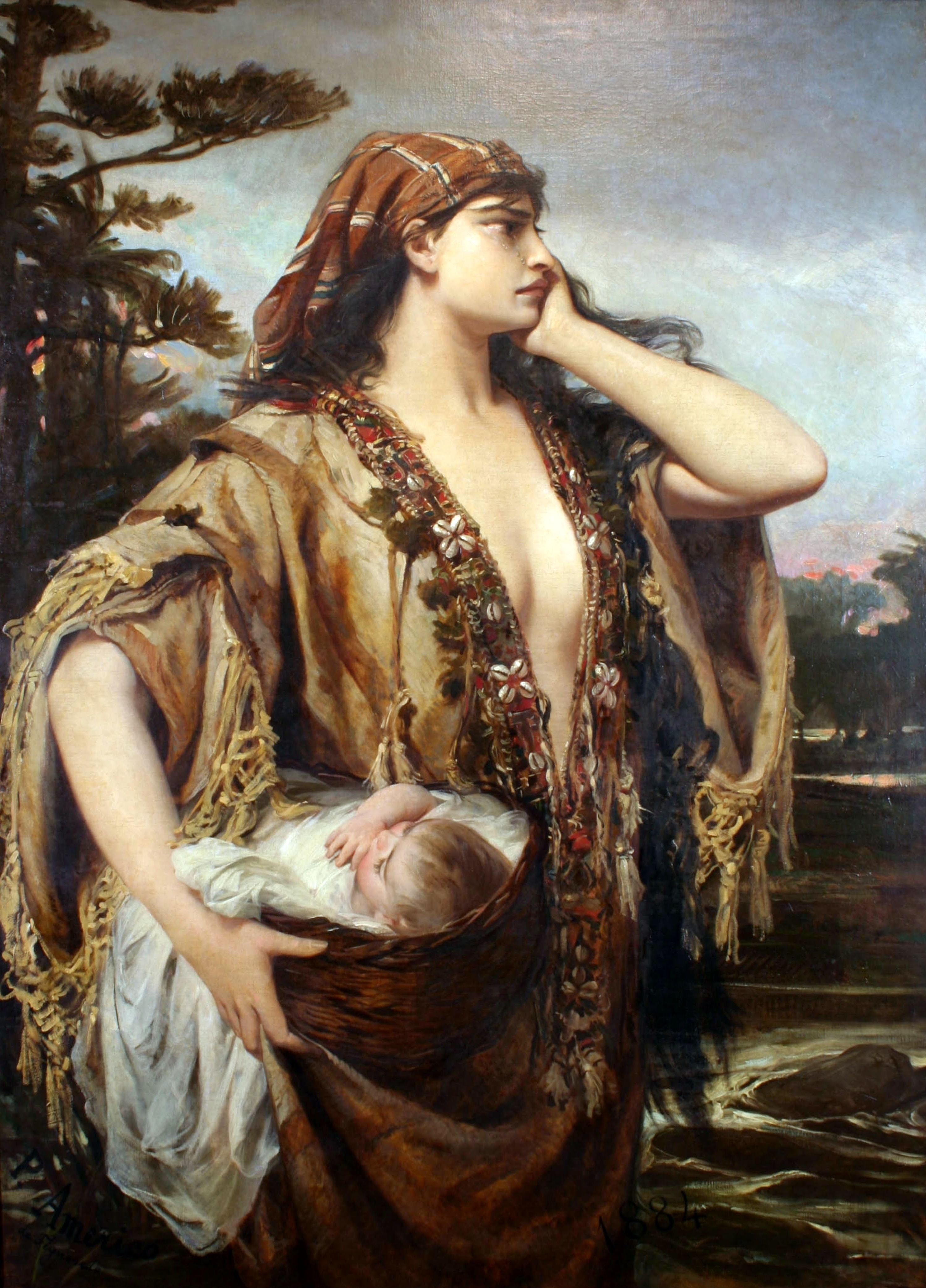
『モーセとヨケベド』ペドロ・アメリコ、1884年。

ヨケベド（Jochebed）は、聖書においてレビの娘で、ミリアム、アロン、モーセの母親。彼女はアムラムの妻かつ叔母だった。彼女の生涯については詳細が語られていないが、出エジプトには記述がある。当時エジプトで増えすぎたイスラエル人(ヤコブの子孫)の人口増加を防ぐため、ファラオは生まれた男子の初子はナイル川へ流すようイスラエルの民へ命じた。 
ヨケベドは生まれたばかりのモーセを守るため、3ヶ月間隠した。やがて隠しきれなくなるとパピルスの籠にモーセを入れナイル川の茂みの中に置いた。ミリアムは様子を見守っていた。籠をエジプトの王女が見つけ可愛そうに思ったので、ミリアムは｢その子の乳母を見つけてきましょう｣と機転を利かし、ヨケベドを乳母として呼んだ。 
こうしてモーセは王女の息子として育てられ、守られることとなった。